# 明翠里
25°01′36″N 121°27′54″E / 25.02653°N 121.4648999°E
明翠里為中華民國台灣新北市板橋區轄下之一里，面積約0.0912平方公里。昔時江子翠地區，該里於1980年2月1日由宏翠里分出。
2006年，台灣土地開發公司曾與明翠里共同推動的當時全台灣最大的民間自辦都市更新案，並與多達一千多戶居民簽約，但最終未能整合成功。